# Sclerurus
Sclerurus es un género de aves paseriformes perteneciente a la familia Furnariidae, subfamilia Sclerurinae, que agrupa a especies nativas de la América tropical (Neotrópico), donde se distribuyen desde el sureste de México, por América Central y del Sur, hasta el norte de Bolivia por el oeste y hasta el sur de Brasil, este de Paraguay y noreste de Argentina por el este. A sus miembros se les conoce por el nombre común de tirahojas, hojarasqueros o raspahojas, entre otros. La taxonomía del presente género se encuentra en evolución, con algunas especies siendo separadas.

## Etimología
El nombre genérico masculino «Sclerurus» se compone de las palabras del griego «σκληρος sklēros»: rígido, y «ουρα oura»: cola; significando «de cola rígida».

## Características
Las aves de este género son un grupo uniforme de furnáridos crípticos, midiendo entre 16 y 18,5 cm de longitud, principalmente de color pardo oscuro con colas negras cortas, que habitan en el interior de selvas húmedas. Sus patas son cortas y sus picos esbeltos. Las diferencias entre las especies son sutiles, especialmente en el patrón del pecho y la garganta. El comportamiento de todos los tirahojas es similar, son furtivos y discretos, principalmente terrestres y en la mayor parte del tiempo solitarios. Prefieren lugares húmedos y quebradas, donde saltan y se arrastran por el suelo, apartando hojas y otros residuos con sus picos, y también probando el suelo. No son particularmente desconfiados y a veces permiten una mayor aproximación; sin haberlos visto pueden salir volando desde cerca, emitindo un agudo «tsiiiít». Estos pájaros espantados suelen después permanecer en una percha baja por períodos relativamente prolongados.

## Lista de especies
Según las clasificaciones del Congreso Ornitológico Internacional (IOC)  y Clements Checklist v.2018, el género agrupa a las siguientes especies, con las diferencias entre ambas comentadas en Taxonomía y con el respectivo nombre popular de acuerdo con la Sociedad Española de Ornitología (SEO), u otro cuando referenciado:
| Imagen | Nombre científico             | Autor                       | Nombre común           | EC (*) |
| ------ | ----------------------------- | --------------------------- | ---------------------- | ------ |
|        | Sclerurus mexicanus           | P.L. Sclater, 1857          | tirahojas mexicano     | LC     |
|        | Sclerurus (mexicanus) pullus  | Bangs, 1902                 | tirahojas ístmico      | NE     |
|        | Sclerurus obscurior           | Hartert, 1901               | tirahojas oscuro       | NE     |
|        | Sclerurus rufigularis         | Pelzeln, 1868               | tirahojas piquicorto   | LC     |
|        | Sclerurus guatemalensis       | (Hartlaub, 1844)            | tirahojas guatemalteco | LC     |
|        | Sclerurus albigularis         | P.L. Sclater & Salvin, 1869 | tirahojas gorgigrís    | NT     |
|        | Sclerurus caudacutus          | (Vieillot, 1816)            | tirahojas colinegro    | LC     |
|        | Sclerurus scansor             | (Ménétries, 1835)           | tirahojas ogarití      | LC     |
|        | Sclerurus (scansor) cearensis | Snethlage, 1824             | tirahojas de Ceará     | VU     |

(*) Estado de conservación

## Taxonomía
Los trabajos de filogenia molecular de D’Horta et al. (2013) encontraron que Sclerurus mexicanus consiste de, al menos, dos especies, el grupo mesoamericano mexicanus , y el resto de las especies, agrupadas en S. obscurior; el IOC sigue esta separación. Adicionalmente, el mismo trabajo encontró evidencias de que al menos cuatro de las cinco subespecies sudamericanas (S. o. andinus, S. o. peruvianus, S. o. obscurior y S. o. macconnelli) deberían ser tratadas como especies separadas debido a las fuertes diferencias genéticas y a pesar de ser aparentemente parapátricas. Un reciente trabajo de Cooper y Cuervo (2017) suministró evidencias vocales sugiriendo que S. mexicanus realmente consiste de múltiples especies. El Comité de Clasificación de Sudamérica (SACC) analizó la múltiple separación en la Propuesta N° 752, y aprobó la separación del «grupo obscurior» en la Parte I y rechazó la separación de cada una de las cuatro subespecies mencionadas, en la Parte IIb. En la misma propuesta, Parte IIa se recomienda también la separación de S. mexicanus pullus.
La subespecie Sclerurus scansor cearensis, aislada en el noreste brasileño, es tratada como especie separada por Aves del Mundo (HBW) y Birdlife International (BLI) con base en diferencias morfológicas y de vocalización, y con soporte de análisis genéticos de D'Horta et al. (2013); el Comité Brasileño de Registros Ornitológicos (CBRO) también sigue esta separación.
Diversos autores y clasificaciones trataron, o tratan, al presente género, junto al género Geositta, como pertenecientes a una familia separada Scleruridae, como Moyle et al. (2009) y Ohlson et al. (2013). El SACC, con base en los estudios de filogenia molecular de Derrybery et al. (2011) coloca a los dos géneros en una subfamilia Sclerurinae, basal a todos los furnáridos, inclusive a los trepatroncos Dendrocolaptinae (también frecuentemente separados en una familia propia). Esta división en subfamilias y la nueva secuencia de los géneros fue aprobada en la Propuesta N° 504 al SACC.